# Spreenhagen
Spreenhagen (em baixo sorábio: Sprjewiny Ług) é um município da Alemanha, situado no distrito de Oder-Spree, no estado de Brandemburgo. Tem 136,00 km² de área, e sua população em 2019 foi estimada em 3.460 habitantes.